# Uppåkrastenen

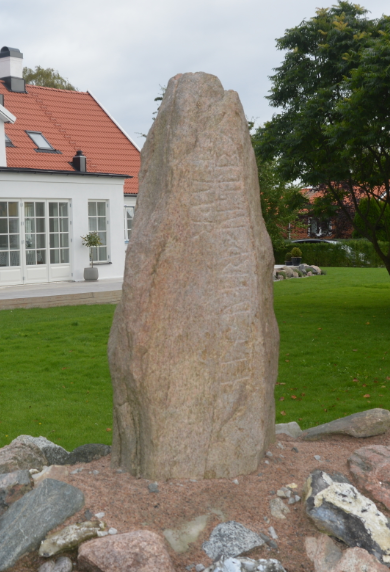
Uppåkrastenen på Stenshögsgård

Uppåkrastenen (DR 266) (även benämnd Hjärupstenen) är en runsten i Hjärup, Staffanstorps kommun, Skåne. Stenen är grå i rödkorning granit och genomskärningen romboid med dragning åt en något sned kvadrat. Stenen är 1,5 meter hög. Runorna är 7-10 cm höga och har tidigare varit imålade med röd färg. Stenen är belägen på en liten hög i Stenshögsgårds trädgård. Stenen stod från början 180 meter från sin nuvarande plats, men flyttades på 1800-talet. Ole Worm omtalade stenen redan 1628 i sin skrift om Västra Strömonumentet. Stenen är ristad på två sidor.
Det finns sägner om att det spökar om man försöker flytta stenen.
En konservering av stenen genomfördes 2018 då det fanns spjälkningar som behövde åtgärdas.

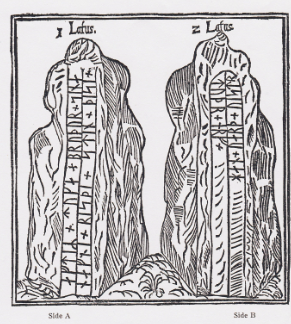
Uppåkrastenen, träsnitt i Worms runeverk 1628

Translitterering av runraden:
§A nafni × risþi × stin × þasi ¶ aftiʀ × tuka × bruþur × si[n] 
§B han × uarþ × uistr ¶ tuþr
Normalisering till rundanska:
§A Nafni resþi sten þæssi æftiʀ Toka, broþur sin. 
§B Han warþ wæstr døþr.
Översättning till nusvenska:
Namne reste sten denna efter Toke, broder sin, han vart väster(ut) död.